# Anna Manzolini
Anna Morandi Manzolini, född 1714, död 1774, var en italiensk biolog, professor i anatomi vid Bologna universitet. Hon är också känd för sina anatomiska modeller i vax.
Hon var gift med Giovanni Manzolini, professor i anatomi vid Bologna universitet. Då maken insjuknade i tuberkulos fick hon tillåtelse att överta hans lektioner och fungera som vikarie under hans sjukdom. Vid makens död 1755 övertog hon även formellt hans professur.   
Manzolini var berömd i det dåtida Europa för sina anatomiska skulpturer i vax, som hon själv färdigställde. Hon inbjöds till många europeiska hov, bland annat till Katarina den stora. Hon skulpterade även två byster av sig själv och maken, sysselsatta med att dissekera en hjärna.

## Utmärkelser
Nedslagskratern Manzolini på planeten Venus är uppkallad efter henne.